# Oxytropis foucaudii
Oxytropis foucaudii là một loài thực vật có hoa trong họ Đậu. Loài này được Gillot miêu tả khoa học đầu tiên.